# Ted Daniel
Ted Daniel (Ossining, 4 juni 1943) is een Amerikaanse jazzmuzikant (trompet, bugel, hoorn, fluit).

## Biografie
Daniel leerde al op de Elementary School trompet spelen. Een vroeg voorbeeld was de muziek van Clifford Brown. Zijn professionele carrière als muzikant begon met plaatselijke optredens met zijn vriend Sonny Sharrock. Hij studeerde kort aan het Berklee College of Music en aan de Southern Illinois University, voordat hij zijn militaire dienstplicht ging vervullen en in 1966 diende in Vietnam. Na zijn ontslag vervolgde hij zijn studies aan het Central State College in Ohio bij o.a. Makanda Ken McIntyre. Na zijn terugkeer naar New York verwierf hij aan het City College of New York de bachelor in muziektheorie en compositie. Eerste opnamen ontstonden in 1969 tijdens de studie met Sonny Sharrock (Black Woman). Voor Embryo Records van Herbie Mann nam hij met zijn broer Richard het album Brute Force op.
Vanaf de jaren 1970 werkte Daniel in het loftcircuit van de Lower East Side met o.a. Byard Lancaster, Dave Burrell, Archie Shepp, Richard Dunbar, Dewey Redman (Ear of the Behearer, 1974), Marty Cook, Andrew Cyrille (Wildflowers, 1976, Metamusician's Stomp, 1978), Khan Jamal, Sam Rivers, Julius Hemphill, Billy Bang en Luther Thomas (Don't Tell!, 2007). Tijdens de jaren 1970 leidde hij het bigband-project Energy met o.a. Kappo Umezu en Mary Anne Driscoll. Daarnaast hield hij workshops aan het Amherst College, Bennington College, Williams College en aan de Hōsei-Universiteit in Tokio. Onder zijn eigen naam bracht hij tijdens de jaren 1970 de drie albums The Ted Daniel Sextet (Ujamaa), Tapestry (Sun) en In the Beginning (Altura) uit met o.a. Oliver Lake, Arthur Blythe, Charles Tyler en David Murray.
Tijdens de jaren 1980 en 1990 trad hij nu en dan op en was hij als maatschappelijk werker en psychotherapeut werkzaam. In 1982 nam hij op met Andrew Cyrille (The Navigator). Tijdens deze periode begon zijn samenwerking met Henry Threadgill, in wiens bigband en sextet hij speelde (Song Out of My Trees, 1994). Tijdens de jaren 2000 werkte hij met het trio International Brass and Membrane Corporation met o.a. Charles Burnham, Newman Taylor Baker en Howard Johnson, met de formatie The Phibes van Charles Compo en in duet met Michael Marcus (klarinet), met wie hij de albums Duology (Boxholder Records) en Golden Atoms (SoulNote Records, 2008) opnam.

## Discografie
- 1970: Ted Daniel Sextett (Ujamaa) met Otis Harris, Hakim Jami, Richard Pierce, Kenneth Hughes, Warren Benbow
- 1974: Tapestry (Porter Records) met Richard Daniel, Khan Jamal, Tim Ingles, Jerome Cooper
- 1975: In the Beginning (Altura) met Arthur Blythe, Oliver Lake, Kappo Umezu, Charles Tyler, Richard Pierce, Steve Reid, Tatsuya Nakamura, Richard Dunbar, Melvin Smith, Hassan Dawkins, Danny Carter, David Murray, Charles Stephens, Ahmed Abdullah
- 2009: Ted Daniel Trio (The Loft Years) Volume One (Ujamaa) met Richard Pierce, Tatsuya Nakamura

- Bibliothèque nationale de France: cb14014093q (data)
- Gemeinsame Normdatei: 134857054
- International Standard Name Identifier: 0000 0001 1145 9755
- Library of Congress Control Number: n94060063
- MusicBrainz: 815dd9f8-eebe-47e4-b733-a95c2dc9fec7
- Virtual International Authority File: 71590314
- WorldCat: E39PBJt8myhgYm6Dqr7wYMyPQq